# Knoutsodonta jannae
Knoutsodonta jannae is een slakkensoort uit de familie van de Onchidorididae. De wetenschappelijke naam van de soort werd voor het eerst geldig gepubliceerd in 1987 door Millen.